# Кипарисева къща
Кипарисевата къща (на гръцки: Οικία Κυπαρρίση) е забележителна жилищна сграда в македонското село Радолиово, Гърция.
Къщата е разположена на улица „Мегал Александрос“ № 133. Собственост е на семейство Кипарисис.
В 1994 година къщата е обявена за защитен исторически паметник, тъй като е „забележителна сграда с народна македонска архитектура, строена с традиционни и материали и по традиционен начин“.